# بنك التنمية الإفريقي
بنك التنمية الأفريقي هي مؤسسة تمويل تنموية متعددة الأطراف أنشئت للمساهمة في التنمية الاقتصادية والتقدم الاجتماعي في البلدان الأفريقية. تأسس مصرف التنمية الأفريقي في عام 1964 ويتألف من ثلاثة كيانات: البنك الأفريقي للتنمية، وصندوق التنمية الأفريقي والصندوق الاستئماني النيجيري. هدف البنك الأفريقي للتنمية هو محاربة الفقر وتحسين ظروف المعيشة في القارة من خلال تشجيع استثمار رأس المال العام والخاص في المشاريع والبرامج التي من المحتمل أن تساهم في التنمية الاقتصادية والاجتماعية في المنطقة. مصرف التنمية الأفريقي يزود الحكومات الأفريقية والشركات الخاصة بالمال لكي تستثمر في بلدان الأعضاء الإقليمية (RMC). في حين كان مقرها في الأصل في أبيدجان، ساحل العاج، انتقل المقر الرئيسي للبنك في تونس، وذلك بسبب الحرب الأهلية الناشبة في ساحل العاج. في نوفمبر 2019 وافق مجلس محافظي البنك على رفع رأس ماله من 93 مليار دولار إلى 208 مليارات دولار. لف٧ه

## إنجازات
2014
أنشأ البنك الإفريقي للتنمية صندوق إفريقيا 50 واختار مدينة الدار البيضاء مقراً له لتزويد القارة الإفريقية بآلية تمويل مبتكرة تتيح تطور تعبئة الموارد على نطاق واسع وجذب التمويلات الخاصة لامتصاص عجز البنية التحتية بها.
2016
التوقيع على اتفاقيتي قرض وضمان بخصوص مشروع تعزيز البنية التحتية للسكك الحديدية للمكتب الوطني للسكك الحديدية بقيمة 112.30 مليون دولار.

## العضوية
الدول المستفيدة من البنك:
| - الجزائر - بوتسوانا - مصر - غينيا الاستوائية - الغابون - موريشيوس | - المغرب - ناميبيا - سيشل - جنوب إفريقيا - إسواتيني - تونس |

الدول المستفيدة من البنك الأفريقي للتنمية
الدول المستفيدة من المصرف الأفريقي
الدول المستفيدة من البنك والمصرف معًا
دول غير أفريقية لها عضوية

الدول المستفيدة من المصرف الأفريقي للتنمية:
| - أنغولا - بنين - بوركينا فاسو - بوروندي - الكاميرون - الرأس الأخضر - جمهورية إفريقيا الوسطى - تشاد - جزر القمر - جمهورية الكونغو الديمقراطية - الكونغو - ساحل العاج - جيبوتي - إرتريا - إثيوبيا - غامبيا - غانا - غينيا - غينيا بيساو | - كينيا - ليسوتو - ليبيريا - مدغشقر - مالاوي - مالي - موريتانيا - موزمبيق - النيجر - رواندا - ساو تومي وبرينسيب - السنغال - سيراليون - الصومال - السودان - تنزانيا - توغو - أوغندا - زامبيا |

الدول المستفيدة من البنك والمصرف:
| - نيجيريا - زيمبابوي |

ملحوظة: كل البلدان المنضمة للإتحاد الأفريقي بما فيها موريتانيا وبإستثناء الجمهورية العربية الصحراوية الديمقراطية مؤهلة للحصول على استحقاقات المصرف الاستئماني النيجيري. المغرب أيضاً كذلك ولكنها ليست منضمة للإتحاد الأفريقي.
دول غير أفريقية لها عضوية:
| - الأرجنتين - النمسا - بلجيكا - البرازيل - كندا - الصين - الدنمارك - فنلندا - فرنسا - ألمانيا - الهند - إيطاليا | - اليابان - الكويت - لاتفيا -أكثر من 42.71 بليون دولار منذ عام 1991 [بحاجة لمصدر] - هولندا - النرويج - البرتغال - السعودية - كوريا الجنوبية - إسبانيا - السويد - سويسرا - تركيا - المملكة المتحدة - الولايات المتحدة |

## قائمة أكبر 20 دولة حسب نسبة التصويت
الجدول التالي يمثل أكبر 20 دولة حسب نسبة التصويت داخل مجلس بنك التنمية الأفريقي اعتبارًا من 30 يونيو 2021:
| الرتبة | الدولة           | النسبة |
| ------ | ---------------- | ------ |
| 1      | نيجيريا          | 10.789 |
| 2      | الولايات المتحدة | 7.571  |
| 3      | اليابان          | 6.276  |
| 4      | جنوب إفريقيا     | 5.855  |
| 5      | الجزائر          | 5.750  |
| 6      | ألمانيا          | 4.773  |
| 7      | كندا             | 4.389  |
| 8      | المغرب           | 4.379  |
| 9      | فرنسا            | 4.293  |
| 10     | مصر              | 3.038  |
| 11     | إيطاليا          | 2.776  |
| 12     | ليبيا            | 2.745  |
| 13     | غانا             | 2.549  |
| 14     | المملكة المتحدة  | 2.054  |
| 15     | ساحل العاج       | 1.985  |
| 16     | السويد           | 1.799  |
| 17     | سويسرا           | 1.680  |
| 18     | كينيا            | 1.658  |
| 19     | الصين            | 1.387  |
| 20     | النرويج          | 1.355  |
| /      | المجموع/100      | 77.101 |

## الهييكل التنظيمي
- الرئيس:
  - مكتب المراجع العام
  - مكتب النزاهة ومكافحة الفساد
  - نائب الرئيس الأعلى:
    - مكتب الكاتب العام والكتابة العامة
    - مكتب المستشار والخدمات القانونية
    - وظيفة إدارة مخاطر المجموعة
    - المدير العام-مكتب الرئيس
    - منتدى الاستثمار الأفريقي
    - التواصل و العلاقات الخارجية
    - مكتب الأخلاقيات
    - الأمن
    - نائب الرئيس المكلف بالتنمية الإقليمية والتكامل وتسليم الأعمال
    - مجلس المدراء
      - تقييم التنمية المستقل
      - المحكمة الإدارية
      - آلية الرجوع المستقلة
      - سكرتارية مجلس استئناف العقوبات

    - مجلس الحكام